# Тетяна Михайлова
Тетя́на Миха́йлова (ест. Tatjana Mihhailova), більш відома як Та́ня (ест. Tanja; нар. 16 червня 1983 року, Калінінград, СРСР) — естонська співачка, яка представляла Естонію на пісенному конкурсі Євробачення 2014 у Копенгагені, Данія, з піснею «Amazing» у першому півфіналі, однак до фіналу не вийшла.